# پنجاه مرده متحرک
پنجاه مرده متحرک (انگلیسی: Fifty Dead Men Walking) یک فیلم درام به کارگردانی کاری اسکاگلند است که در سال ۲۰۰۸ منتشر شد.

## بازیگران
- جیم استرجس
- بن کینگزلی
- رز مک‌گوآن
- کوین زیگرز
- مایکل مک‌الاتون
- ناتالی پرس
- جرارد جردن